# Liststraße (Dresden)
Die Liststraße im Dresdner Stadtteil Pieschen ist Teil einer Nebenstraße zwischen der Großenhainer Straße und der Harkortstraße.

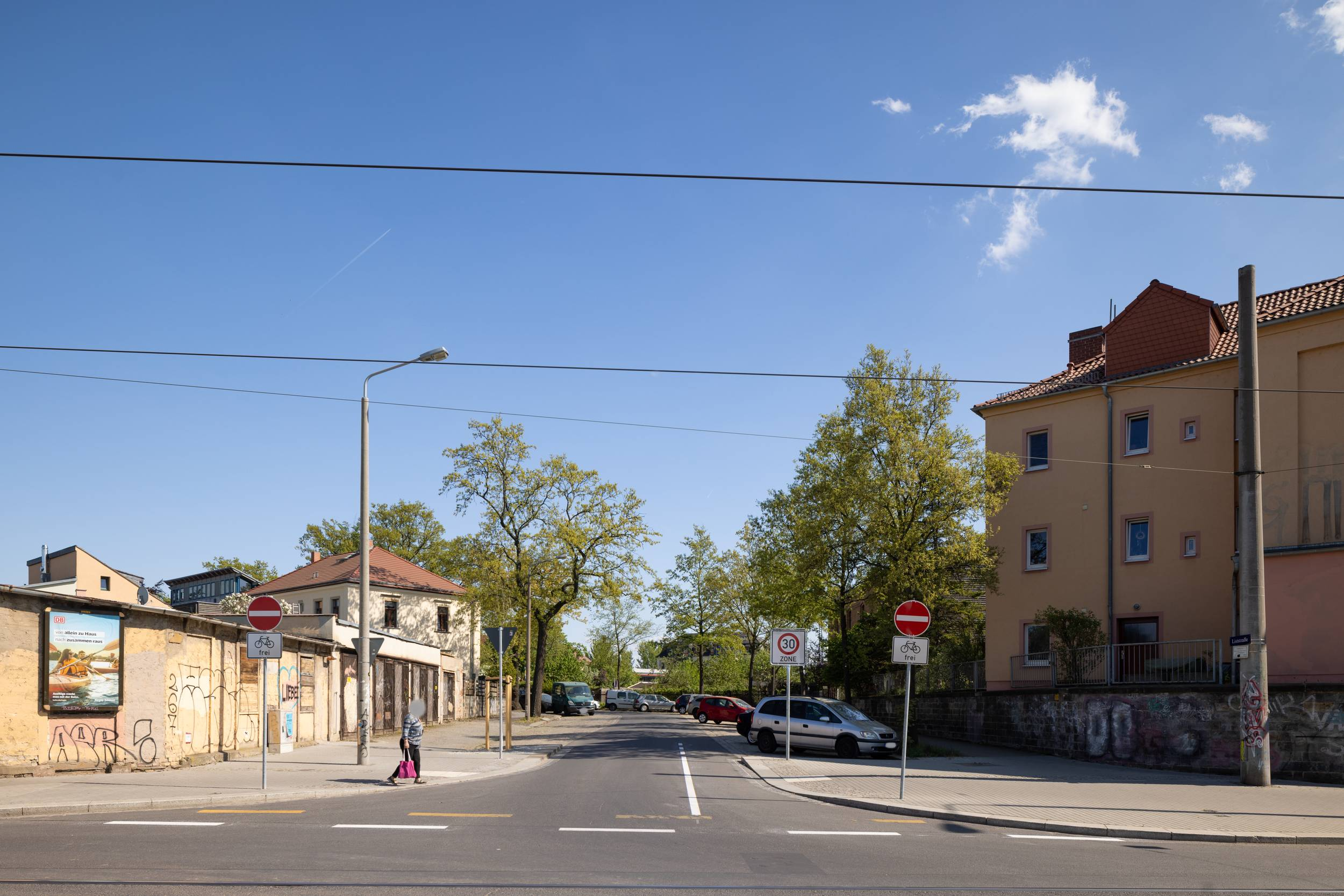
Liststraße

## Lage
Im Norden von Dresden befindet sich die heutige 270 Meter lange Nebenstraße Liststraße,  beginnend an der Einmündung von der Großenhainer Straße bis zum Bahndamm. Die Liststraße verläuft von Richtung Großenhainer Straße abgewinkelt zu den Bahnanlagen der ehemals Leipzig-Dresdner Eisenbahn und mündet in die Harkortstraße.

## Geschichte
Die Liststraße in unmittelbarer Nähe der Bahnanlagen wurde seit 1898 in Erinnerung an den Initiator des Eisenbahnbaus, den deutschen Volkswirtschaftler Friedrich List (1789–1846) benannt. Er gründete 1819 den Deutschen Handels- und Gewerbeverein und erarbeitete ein Gesamtkonzept für ein landesweites Eisenbahnnetz in Deutschland. Die vorhandenen Gebäude Liststraße 12 und 15 sind Kulturdenkmale in der Leipziger Vorstadt. Das Haus Nummer 12 ist ein Wohngebäude in schlichter, historistischer, zweigeschossiger Putzbau, baugeschichtlich bedeutend. Das Gebäude Nummer 15 war Verwaltungsgebäude, Stellwerk und Wasserkran; beide Bauten mit zeittypischer Klinkerfassade, das Verwaltungsgebäude durch historisierende Schmuck- und Gliederungselemente belebt, ursprünglich erhalten, das Stellwerk sogar mit Technik, verkehrsgeschichtlich bedeutend. Ende des 19. Jahrhunderts befand sich an der Liststraße ein Dampfhammerwerk, welches als störend für die Bewohner später jedoch wieder aufgegeben werden musste.  Ein kleiner Straßenabschnitt am Bahndamm, der einst zur Kunzstraße gehörte, kam 1929 hinzu. Die Haltestelle Liststraße ist ein Kreuzungspunkt der Straßenbahnlinien 3 und 13.